# 4. documenta

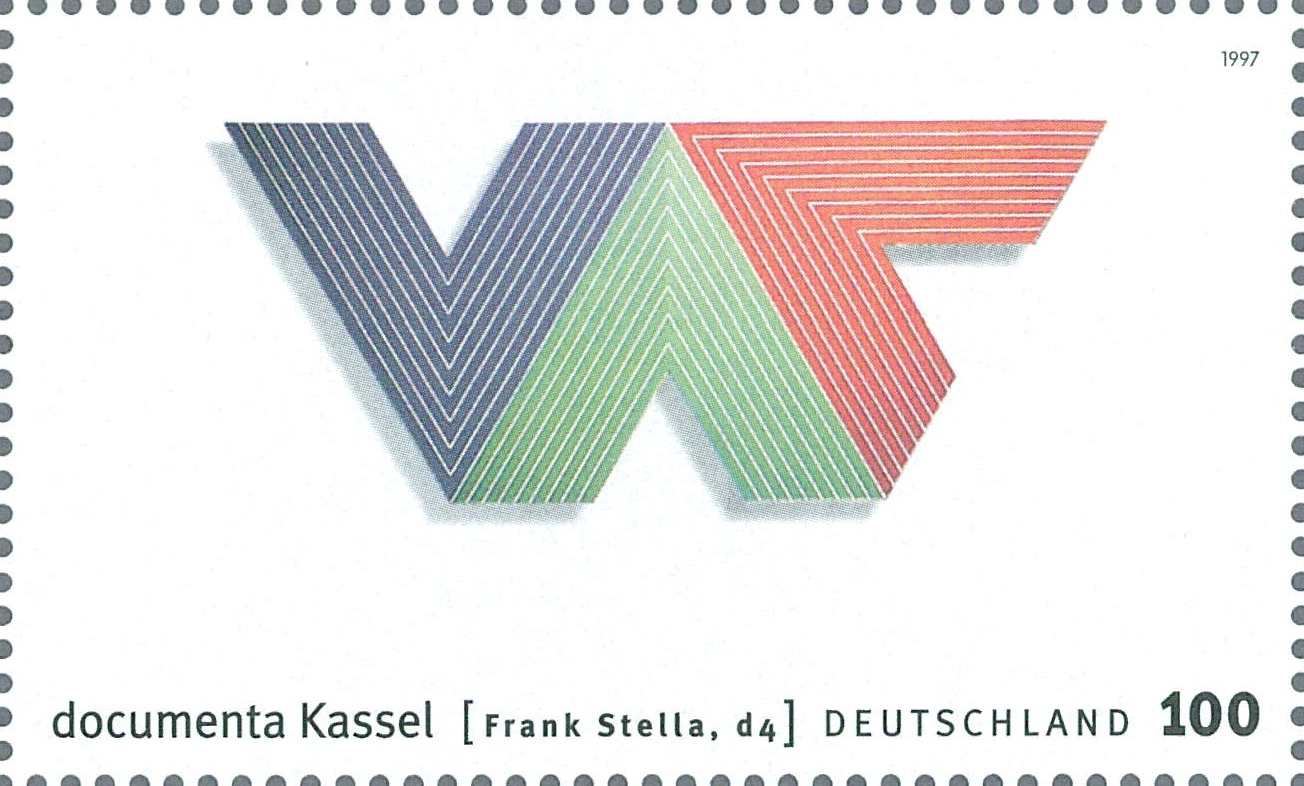
Grafik av Frank Stella från "Wedhe Series" V

4. documenta var den fjärde documenta-utställningen av samtida konst i Kassel i Tyskland, vilken hölls mellan 27 juni och 6 oktober 1968. 
Konstnärlig ledare för 4. documenta var ett råd med 24 personer samt Arnold Bode. 

## Deltagare i urval
- Josef Albers
- Getulio Alviani
- Carl Andre
- Horst Antes
- Richard Anuszkiewitcz
- Richard Artschwager
- Shusaku Arakawa
- Jo Baer
- Larry Bell
- Joseph Beuys
- Ronald Bladen
- Pol Bury
- Bazon Brock
- Sérgio de Camargo
- Anthony Caro
- Enrico Castellani
- Jorge Castillo
- César
- Eduardo Chillida
- Christo och Jeeanne-Claude
- Gianni Colombo
- Joseph Cornell
- Ron Davis
- Ad Dekkers
- Hugo Demarco
- Burgoyne Diller
- Jim Dine
- Mark di Suvero
- Jean Dubuffet
- John Ernest
- Öyvind Fahlström
- Dan Flavin
- Luco Fontana
- Günter Fruhtrunk
- Rupprecht Geiger
- Karl Gerstner
- Domenico Gnoli
- Daan van Golden
- Gotthard Graubner
- Raymand Hains
- Richard Hamilton
- Erich Hauser
- Erwin Heerich
- Al Held
- Edward Higgins
- Anthony Hill
- David Hockney
- John Hoyland
- Robert Indiana
- Alain Jacquet
- Alfred Jensen
- Jasper Johns
- Allen Jones
- Donald Judd
- Ellsworth Kelly
- Edward Kienholz
- Philip King
- Konrad Klapheck
- Yves Klein
- Jiri Koláf
- Julio Le Parc
- Sol LeWitt
- Roy Lichtenstein
- Richard Lindner
- Richard Paul Lohse
- Morris Louis
- Piero Manzoni
- Enzo Mari
- Walter De Maria
- Francesco Mariotti
- Marisol Escobar
- Kenneth Martin
- Robert Morris
- BrunoMunari
- Bruce Neuman
- Edgar Negret
- Louise Nevelson
- Barnett Newman
- Kenneth Noland
- Lev Nussberg
- Claes Oldenburg
- Jukes Olitski
- Eduardo Paolozzi
- Walter Pichler
- Larry Poons
- Markus Raetz
- Robert Rauschenberg
- Roger Raveel
- Martial Raysse
- Ad Reinhardt
- George Rickey
- Bridget Riley
- Larry Rivers
- James Rosenquist
- Dieter Roth
- Lucas Samaras
- Michel Sandle
- George Segal
- David Smith
- Richard Smith
- Tony Smith
- Frank Stella
- Antoni Tàpies
- Paul Thek
- Joe Tilson
- Jean Tinguely
- Ernest Trova
- William Turnbull
- Michael Tyzack
- Günter Uecker
- Per Olov Ultvedt
- Victor Vasarely
- Carel Visser
- Andy Warhol
- Tom Wesselmann